# Pekárna
Pekárna (früher auch Kostelík oder Díravica, 361 m n.m.) ist eine große tunnelartige Höhle im Mährischen Karst in Tschechien. Sie liegt etwa zehn Kilometer nordöstlich des Stadtzentrums von Brünn auf dem Gebiet der Gemeinde Mokrá-Horákov. Ihr bis zu 6 Meter hoher und 23 Meter breiter Eingang öffnet sich in das Tal des Flusses Říčka. Sie stellt einen bekannten archäologischen Fundort dar. 
Die Höhle besteht aus einem einzigen 64 Meter langen Gang, der fast ganz von Tageslicht erhellt wird. Am Ende der Höhle versperrt eine große Steinbarriere unter einem Kamin den Weg. Es wird angenommen, dass sich der Gang hinter der Barriere weiter in Richtung Hostěnice fortsetzt. In den Jahren 1947, 1952 und 1959 gab es Versuche, die Barriere mit Hilfe von zwei Stollen zu durchbrechen, die aber nicht erfolgreich waren. Die Höhle war vermutlich einst von Wasser durchflossen, das von dem heutigen Ponor Hostěnické propadání eindrang.
Archäologische Untersuchungen führten unter anderem 1880 Jan Knies, 1881 Heinrich Wankel und  1884–1885 Martin Kříž durch. Am bekanntesten ist die Untersuchung von Karel Absolon in den Jahren 1925–1930; den Platz vor der Höhle erforschte in den Jahren 1954 und 1961–1965 Bohuslav Klíma und in den Jahren 1986–1987 Jiří Svoboda (beide vom archäologischen Institut in Brünn). Die Funde belegen eine Nutzung der Höhle vom Paläolithikum über das Neolithikum (Bandkeramische Kultur) und die Bronzezeit bis zur Hallstattzeit (Horakov-Kultur). Die Funde der Altsteinzeit stammen bereits aus dem mittelpaläolithischen Micoquien. Vereinzelte Funde zeugen von einer Besiedlung zu Beginn des jüngeren Paläolithikums. 
Der Schwerpunkt der Besiedlung und die wichtigsten Funde lagen aber in 2–3 Schichten, die zum großen Teil in die Jahrhunderte um 11.000 v. Chr. fallen und dem Magdalénien angehören: Einige Feuerstellen, Knochen des Ren, von Pferden und Hasen, Waffen und Werkzeuge aus Stein, Knochen und Geweih. Bekannt geworden sind besonders zwei Ritzungen auf Pferderippen: der „Kampf der Bisons“ (Fund aus dem Jahr 1927) und die „Weidenden Pferde“ (1963), die zwei für die hiesigen Jäger offenbar wichtige Tierarten darstellen. Von Bedeutung sind ferner zwei auf einem durchbohrten Geweih eingeritzte Bären sowie Pferde- und andere Tierköpfe auf löffelartigen Gegenständen aus Knochen. 
Die Höhle steht bereits seit 1933 unter Naturschutz und hat den Status eines Nationalen Naturdenkmals. Die Funde der älteren Ausgrabungen werden vor allem im Institut Anthropos des Mährischen Landesmuseums in Brünn verwahrt, die jüngeren im Archäologischen Institut in Brünn.